# Dobromil (Basse-Silésie)
Pour les articles homonymes, voir Dobromil.
Dobromil est une localité polonaise de la gmina de Radwanice, située dans le powiat de Polkowice en voïvodie de Basse-Silésie.